# 19456 Pimdouglas
19456 Pimdouglas (1998 HU5) là một tiểu hành tinh vành đai chính được phát hiện ngày 21 tháng 4 năm 1998 bởi ODAS ở Caussols.